# Manhunt (gra komputerowa)
Manhunt – komputerowa gra akcji stworzona przez Rockstar Games i wydana przez Take 2 Interactive w 2003 na platformy PlayStation 2, Xbox oraz w 2004 na system Microsoft Windows. Mimo iż gra została dobrze oceniona przez recenzentów, wywołała kontrowersje w mediach, głównie przez nadmierną i sugestywną brutalność w rozgrywce. Została zakazana w wielu krajach, a jej twórcy zostali oskarżeni o zainspirowanie morderstwa dokonanego na terenie Wielkiej Brytanii (zarzuty zostały później oddalone).
W 2007 gra doczekała się kontynuacji, która swoim poziomem brutalności dorównywała części pierwszej.

## Fabuła
Akcja gry obraca się wokół losów Jamesa Earla Casha, czekającego na wykonanie wyroku śmierci za ciężkie przestępstwo, którego okoliczności nie zostały wyjaśnione. Były reżyser Lionel Starkweather, który zarządza podupadłym miastem Carcer City, przekupuje doktora, aby ten wstrzyknął Cashowi silny środek usypiający zamiast trucizny. Starkweather utrzymuje się z dystrybucji i reżyserowania filmów snuff za pośrednictwem firmy Valiant Video Enterprises. Wybiera Casha na swoją najnowszą gwiazdę – jeśli uda mu się ujść z życiem przed czekającymi na niego płatnymi zabójcami, zostanie uwolniony.

## Odbiór gry
Manhunt w wersji na PlayStation 2 zdobył pozytywne opinie krytyków, uzyskując według agregatora GameRankings średnią 77,05% oraz 76/100 punktów według serwisu Metacritic.